# Trento-Klasse
Die Trento-Klasse war eine Klasse von Schweren Kreuzern der Königlich Italienischen Marine. Die Klasse bestand aus den drei Ende der 1920er Jahre in Livorno, Triest und Genua gebauten Schiffen:
- Trento (Typschiff)
- Trieste
- Bolzano (1930–1933, modizifierte Version)

Die drei Kreuzer wurden entsprechend den Begrenzungen des Washingtoner Flottenabkommens gebaut. Um die Beschränkung auf 10.000 Tonnen erfüllen zu können, verzichtete man zugunsten der höheren Geschwindigkeit auf eine ausreichende Panzerung. Dieses Manko wurde bei den wenige Jahre später entstandenen Kreuzern der Zara-Klasse beseitigt.

## Einsätze

### Trento
Von Juni bis Oktober 1929 kreuzte die Trento im Südatlantik, 1932 vor China, wo sie während des zweiten chinesisch-japanischen Krieges zusammen mit Marineinfanteristen des San-Marco-Bataillons den italienischen Stützpunkt in Tianjin sicherte. Ab 1934 bildeten die drei Schiffe der Trento-Klasse die 3. Kreuzerdivision, die während des Spanischen Bürgerkriegs im westlichen Mittelmeer operierte. Im Zweiten Weltkrieg nahm die Trento an fast allen Operationen teil, darunter die Seeschlacht bei Punta Stilo, die Seeschlacht bei Kap Teulada und die Schlacht bei Kap Matapan.
Im Juni 1942 versuchte sie zusammen mit anderen Einheiten, den britischen Malta-Konvoi „Vigorous“ abzufangen. Nachdem sie am Morgen des 14. Juni durch einen Luftangriff im Ionischen Meer manövrierunfähig geworden war, wurde sie am 14. Juni um 09:10 Uhr auf der Position 36° 10′ 0″ N, 18° 40′ 0″ O vom U-Boot HMS Umbra versenkt.

### Trieste
Der Kreuzer Trieste war das Flaggschiff der 3. Kreuzerdivision. 1940 nahm das Schiff an der Seeschlacht bei Kap Teulada teil. Im November 1941 wurde sie vom britischen U-Boot HMS Utmost schwer beschädigt. 1943 sank sie nach einem amerikanischen Luftangriff im Marinestützpunkt von La Maddalena. Nach der Hebung wurde der Kreuzer an Spanien verkauft und dort kurze Zeit später verschrottet.

### Bolzano
Dieser leicht modifizierte Kreuzer teilte im Wesentlichen das Schicksal der anderen beiden Schiffe der 3. Kreuzerdivision. Die Bolzano wurde Mitte 1943 durch einen Torpedotreffer schwer beschädigt und dann nach La Spezia gebracht, wo sie repariert werden sollte. Am 22. Juni 1944 versenkten britische und auf alliierter Seite kämpfende italienische Kampfschwimmer das Schiff im von deutschen Truppen besetzten Hafen von La Spezia. 1947 wurde das Wrack gehoben und verschrottet.